# مينورو كوشيبيكي
مينورو كوشيبِكي (باليابانية: 櫛引 実) (10 يونيو 1967 في أوساكا في اليابان – )؛ هو لاعب كرة قدم ياباني سابق كان يلعب كحارس مرمى.

## وصلات خارجية
- مينورو كوشيبيكي على موقع رابطة كرة القدم اليابانية للمحترفين (اليابانية)
- مينورو كوشيبيكي على موقع عالم كرة القدم.نت (الإنجليزية)